# Jet Asia Airways
Jet Asia Airways (тайск. สายการบินเจ็ทเอเซีย) — тайская авиакомпания, базирующаяся в аэропорту Суварнабхуми, Бангкок, Таиланд.  Флот состоит только из самолетов Boeing 767. Jet Asia Airways предлагает рейсы дальнего и ближнего следования.

## Флот

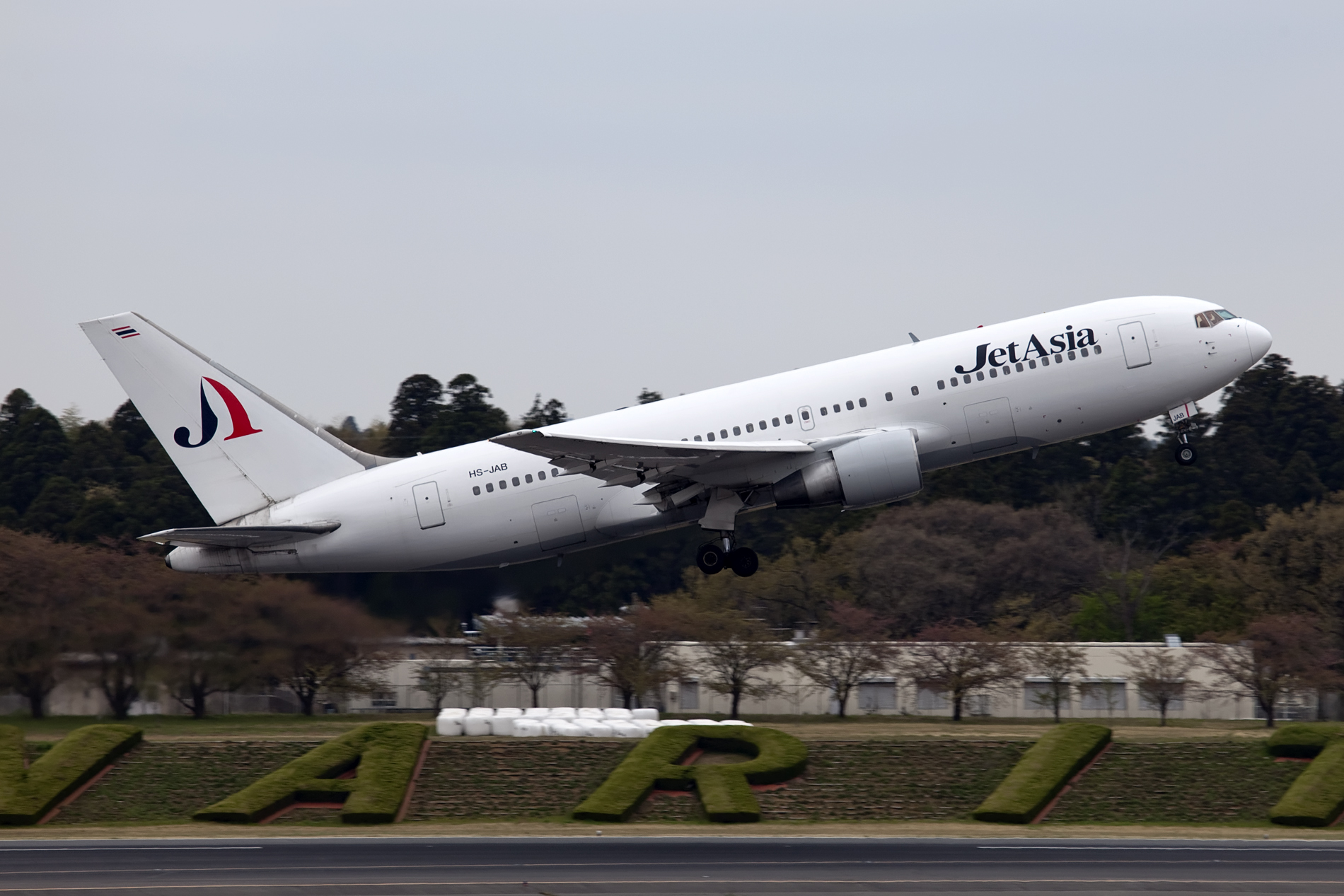
Jet Asia Boeing 767 взлетает в аэропорту Нарита

Флот Jet Asia Airways на август 2016 состоит из следующих воздушных судов: